# Bhutanitis thaidina
Bhutanitis thaidina är en fjärilsart som först beskrevs av Blanchard 1871.  Bhutanitis thaidina ingår i släktet Bhutanitis och familjen riddarfjärilar. IUCN kategoriserar arten globalt som livskraftig. Inga underarter finns listade i Catalogue of Life.

## Bildgalleri

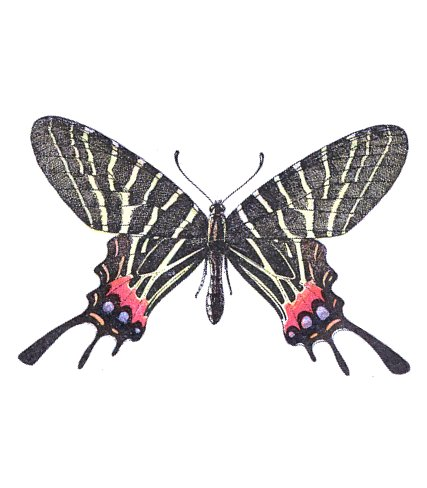